# Haunchur
Haunchur (nep. हौंचुर) – gaun wikas samiti we wschodniej części Nepalu w strefie Sagarmatha w dystrykcie Khotang. Według nepalskiego spisu powszechnego z 2001 roku liczył on 494 gospodarstw domowych i 2623 mieszkańców (1377 kobiet i 1246 mężczyzn).